# 폴 바레시

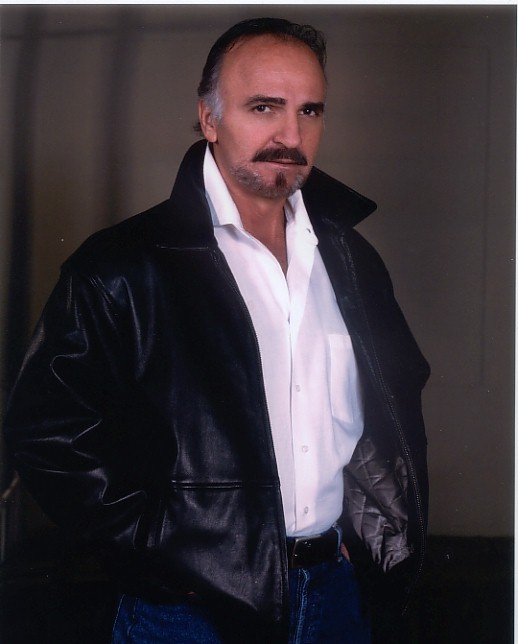

폴 바레시(Paul Barresi, 1949년 1월 12일 ~ )는 미국의 포르노 배우, 영화 감독이다.
린에서 태어났다.

## 영화
- 샤프-업 포 센세이셔널 섹스 (1985년)
- 퍼펙트 (1985년)